# Protocole de communication de jeu d'échecs
Un protocole de communication de jeu d’échecs est un ensemble de règles qui permet à un moteur d'échecs de communiquer avec une interface utilisateur. Le protocole de communication définit ainsi une interface de programmation qui doit être implantée par le moteur pour être accessible par l’interface. 
En 1994, voit le jour le premier protocole ouvert et documenté : celui par lequel Xboard servait d’interface à GNU Chess et qui a été implanté par des centaines de moteurs. 
En 2000 est développé le protocole Universal Chess Interface également ouvert, et lui aussi implanté par de nombreux moteurs.